# 朝鮮労働党出版社
朝鮮労働党出版社（ちょうせんろうどうとうしゅっぱんしゃ）は、朝鮮民主主義人民共和国（北朝鮮）の朝鮮労働党系列の出版社。朝鮮労働党の指導下であり、広報・情報部門として運営されている。
北朝鮮の2つの主要な出版社の1つであり、もうひとつは外国文総合出版社というものがある。

## 概要
朝鮮労働党出版社は、朝鮮労働党の指導下にあり、「党史」や金日成主席の著書や金正日総書記の著書など主体思想（チュチェ思想）などの政治、思想関係の書籍を多く出版、刊行している。

## 編集長
現在の局長兼編集長は李勇哲である。
- キム・ヨンハク (1980年代)[2]
- ヤン・ギョンポク (1990年代)[3]
- ライアン・ギョンボク (2000年代)[4]
- 李勇哲 (2010年代)

## 主な著書
- 人々の間で (Among the People)[5]
- 金日成の逸話集 (Collection of Kim Il-sung's Anecdotes)[6]
- 金正日将軍 先軍の太陽 (General Kim Jong-il, Sun of Songun)[7]
- チュチェの時代を称賛しよう (Glorifying the Era of Juche)[8]
- 反日武装闘争の歴史 (History of Anti-Japanese Armed Struggle)[9]
- 金日成 作品集 (Complete Collection of Kim Il-sung's Works)[10]
- 金日成全集 (増補版) (Complete Collection of Kim Il-sung's Work)[11]
- 金正日全集 (Complete Collection of Kim Jong-il's Works)[12]
- 反日ゲリラの回想 (Reminiscences of the Anti-Japanese Guerillas)[13]
- 金正日の厳選作品集（増補版） (Selected Works of Kim Jong-il)[14]
- 世紀とともに (With the Century)[15]